# 風塵社
株式会社風塵社（ふうじんしゃ）は、東京都文京区に本社を置く出版社。

## 概要
- 企業名　株式会社風塵社
- 沿革
  - 1990年（平成2年）創業
  - 1991年（平成3年）設立
- 資本金 1000万円
- 本社所在地 東京都文京区本郷3-22-10 1F